# راندي وود
راندي وود (بالإنجليزية: Randy Wood)‏ هو سياسي أمريكي، ولد في 25 مارس 1947 بمقاطعة تيفت في الولايات المتحدة. حزبياً، نشط في الحزب الجمهوري. وقد انتخب عضو مجلس نواب ألاباما (2002 – ).